# Reinhard Lorich
Reinhard Lorich (* um 1510 in Hadamar; † vermutlich 1564) war ein deutscher evangelischer Theologe, Philosoph und Gründungsprofessor der Universität Marburg.

## Leben
Lorich wurde um 1510 als Sohn des Keller Johann Lorich in eine in der Region um Hadamar herum einflussreiche Gelehrten- und Beamtenfamilie geboren. In späteren Jahren nutzte er meist den latinisierten Namen Reinhardus Lorichius. Seine Brüder Joseph Lorich und  Gerhard Lorich schlugen ebenfalls die Gelehrtenlaufbahn ein, blieben aber katholisch. 1533 wurde Reinhard Lorichs Sohn, der spätere Diplomat und Jurist Georg Lorich, geboren.
Reinhard Lorich erwarb 1520 den Rang des Baccalaureus an der Universität zu Köln, wechselte im folgenden Jahr an die Universität Wittenberg, das Zentrum der Reformation, wo er wohl auch selbst zum reformierten Bekenntnis übertrat. 1521 ist er in Wittenberg als „Magister bonarium artium“ aufgeführt. Zur Gründung der Universität Marburg wurde er 1527 dorthin als Professor für Poesie berufen. Später wird er auch als Professor der Beredsamkeit an der Hochschule geführt und ab 1536 mehrfach als Dekan der philosophischen Fakultät. 1539 war er Rektor der Universität Marburg und 1540 Vizerektor. Für 1532 ist außerdem die Funktion als Lehrer am Pädagogium in Marburg überliefert.
Die Tätigkeit in Marburg erstreckte sich bis 1548. Für 1541 sind parallel Lehrertätigkeiten in Hadamar und für 1546 in Wetzlar verbürgt. Ab 1548 tritt Reinhard Lorche als Pfarrer auf, die letzte fassbare Erwähnung weist ihn 1553 als Prediger in Bernbach aus.
In dem auf 1548 datierten Buch Psychopharmakon, hoc est: medicina animae wird erstmals fassbar das Wort Psychopharmakon verwendet, wenn auch im Sinn eines menschlichen Zuspruchs. Bei dem Band handelt es sich um ein Trost- und Sterbebüchlein aus der Gattung der Ars moriendi.